# Aimé Laussedat

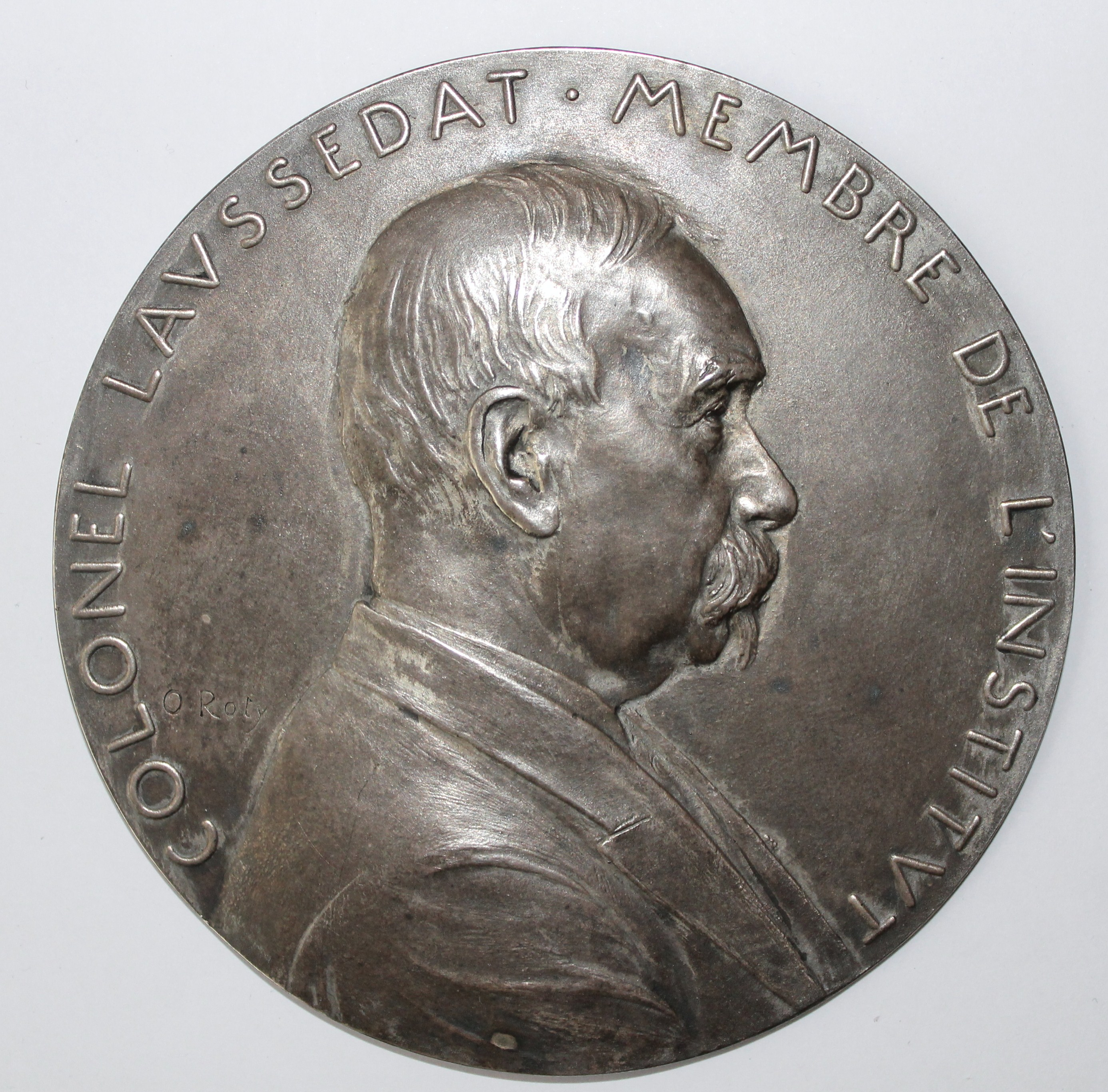
Medalla conmemorativa del Coronel Laussedat

Aimé Laussedat (19 de abril de 1819 - 19 de marzo de 1907) fue un ingeniero y militar francés, con numerosos trabajos científicos en su haber relacionados con la astronomía, la geodesia, la cartografía y especialmente con la fotogrametría, técnica en la que contribuyó notoriamente a sentar sus bases.
Tras la derrota de Francia en 1871 en la guerra franco-prusiana, prestó apoyo técnico a la delegación de su país encargada de la delimitación de la nueva frontera franco-alemana. Profesor de la Escuela Politécnica de París desde 1851, en 1879 fue nombrado director del Conservatorio Nacional de Artes y Oficios.

## Semblanza
Laussedat nació en Moulins en 1819, en el seno de una acomodada familia republicana de origen borbonés, afincada en Yzeure. Formado como oficial ingeniero militar en la Escuela politécnica (promoción de 1838), llegó a ser profesor de la Escuela Politécnica y luego director del Conservatorio Nacional de Artes y Oficios.
Llamado a la investigación y a la docencia en 1851, abandonó su carrera militar, siendo nombrado tutor de astronomía y geodesia en la Escuela Politécnica, donde sustituyó al profesor Hervé Faye. Sus clases, al parecer muy aburridas, están en el origen de una tradición de la Escuela Politécnica de París, en la que los alumnos celebran informalmente todos los años el paso de la Tierra durante el equinocio por el "punto gamma", que al parecer Laussedat mencionaba muy frecuentemente en sus lecciones. Su alumno Émile Lemoine organizó en 1860 la celebración del primer festival del punto gamma, en el que Marie Alfred Cornu, quien más tarde se convertiría en un gran astrónomo, tocó la trompeta.
Laussedat es uno de los pioneros franceses de la iconometría fotográfica y de la fotogrametría, aplicaciones de la fotografía utilizadas respectivamente para la medición y levantamiento de planos, y para el reconocimiento de formas. Contribuyó al nacimiento de esta última disciplina, a la que denominó en 1851 metrofotografía, desarrollando aplicaciones prácticas a partir de 1861, cuando la técnica permitió obtener mediciones métricas precisas, tanto en topografía como en arquitectura.
La guerra franco-prusiana mostró la falta de preparación técnica de las tropas francesas, particularmente debido a su incapacidad para reconocer su ubicación sobre el terreno, y por otro lado, reveló el esfuerzo prusiano por aplicar la ciencia y la tecnología para garantizar la coordinación y el adecuado abastecimiento de sus tropas. El entonces capitán Laussedat volvió al servicio antes del inicio del conflicto. Como comandante del cuerpo versado en ingeniería, fue nombrado responsable de la defensa de las fortalezas de París. Disgustado por las deficiencias del mando, dimitió tras el armisticio franco-prusiano. Laussedat y su amigo el general Louis Toussaint Doutrelaine, fueron los dos comisarios militares que colaboran en los trabajos de la comisión parlamentaria encargada de la paz, y siguieron con total impotencia las negociaciones desarrolladas en Bruselas y en Fráncfort. Laussedat ascendió a teniente coronel de ingenieros, y fue nombrado el 15 de mayo de 1871 relator y secretario de la comisión para la delimitación de la frontera oriental. Tras la firma del tratado de Fráncfort en abril de 1871 y sus anexos posteriores, Adolphe Thiers ascendió a la jefatura del ejecutivo de la República Francesa, siendo denominado por la prensa el "libertador del territorio" después de la paz. El ingeniero Laussedat, conocedor de las negociaciones, consideró que este título era exorbitante, y se convirtió en uno de los pocos testigos que tuvo el coraje de señalar el orgullo inconmensurable del viejo político, sin privarse de estigmatizar al séquito presidencial, responsable de graves errores.
Entre junio y octubre de 1871, Laussedat dirigió la penosa tarea de materializar la nueva frontera franco-prusiana entre Luxemburgo y Suiza, en las regiones de Alsacia y Lorena, preocupado por la suerte de sus habitantes francófonos. Defendió caso por caso la línea de delimitación acordada, y en particular, la pertenencia a Francia de los pueblos del Pays Haut, territorio norte de la Lorena convertido en un importante núcleo minero desde el descubrimiento de los depósitos de hierro de la mineta lorenesa y de su potencial industrial tras la invención del proceso siderúrgico Gilchrist-Bessemer. Entre las localidades de Hussigny y de Aumetz, Alemania recibió 10 000 ha de la cuenca minera, mientras que Francia solo pudo quedarse con 5200 ha.
Preocupado debido al grave desinterés por la cartografía y su enseñanza elemental en las instituciones académicas oficiales de Francia, sería miembro fundador de la Sociedad de Geografía de París en 1871. A finales de ese mismo año fue nombrado profesor de geometría aplicada en el Conservatorio de Artes y Medidas. 
El coronel Laussedat murió en París en 1907 a la edad de 87 años, al final de una carrera científica coronada por un amplio reconocimiento académico.

## Fotogrametría
Laussedat, junto con Albrecht Meydenbauer, es considerado uno de los padres de la fotogrametría. En 1851 publicó sus tesis en “Métrophotography”, y en 1861 fue el primero en utilizar fotografías del terreno para producir mapas topográficos.
En 1846, siendo un joven capitán, trabajó en un mapa de los Pirineos en Francia. Para evitar el laborioso registro de campo y el dibujo impreciso de las perspectivas a mano alzada, utilizó la cámara lúcida inventada por William Hyde Wollaston y probó su nuevo procedimiento para representar la fachada de Los Inválidos en París en 1849. Después de comprobar la viabilidad de su técnica, realizó al año siguiente la primera fotografía topográfica, que se tomó en la fortaleza de Vincennes en 1850. Para evitar el problema de enfoque de la cámara lúcida, cambió la forma de la superficie superior del prisma. Esto le permitió llevar la imagen del paisaje al plano situado sobre una plancheta, de modo que el uso de la cámara lúcida ofrecía un método relativamente potente, preciso y rápido de elaborar mapas. Denominó a este proceso “iconometría” (griego: medición de la imagen/semejanza). Para fines militares y para mediciones de distancias de hasta 15 km, combinó la cámara lúcida con un telescopio.
Encargado de la cartografía pirenaica desde 1846, formó a soldados interesados en las técnicas topográficas, en particular a un joven oficial naval, Édouard-Gaston Deville, que abandonó el ejército francés tras la guerra franco-prusiana y emigró a Quebec en 1874. Deville, quien se convirtió en jefe del servicio cartográfico de Canadá, desarrolló el primer restituidor topográfico estereoscópico en 1896.
En 1858, el fotógrafo Gaspard-Félix Tournachon, (más conocido por su seudónimo, Nadar), realizó sus primeros intentos de fotografía desde un globo, en los que fue asesorado por Laussedat. Sin embargo, Laussedat estaba más interesado en las fotografías terrestres, por lo que se dedicó a mejorar sus instrumentos.
En 1859, el óptico Bertaud, en colaboración con el fabricante de instrumentos Jean Brunner, construyó un prototipo del posterior fototeoodolito, diseñado según los requisitos de Laussedat. Se trataba de una cámara fotográfica con una brújula y un pequeño nivel. Disponía de las líneas de un marco de referencia, que se proyectaban en la imagen resultante.

## Fotoastronomía
El  18 de julio de 1860, Aimé Laussedat y Amédée Mannheim, un joven topógrafo politécnico, observaron en Batna (Argelia francesa) un eclipse total de sol, y en particular describieron detalladamente los momentos exactos en los que surgen franjas en movimiento justo antes de la desaparición y después de la reaparición de la luz solar, precisando la duración total del eclipse solar.

## Geodesia
En 1865 tradujo al francés la obra titulada "Base central de la triangulación geodésica de España", escrita en español colectivamente bajo la dirección de Carlos Ibáñez de Ibero.

## Reconocimientos
- Un anfiteatro del Conservatorio Nacional de Artes y Oficios de París lleva su nombre, y el museo de la institución conserva los prototipos de sus instrumentos de astronomía.
- El Servicio de Estudios Canadienses nombró dos cimas de las montañas Rocosas en su honor en 1911: la primera, situada en la parte superior del Valle de Columbia, fue nombrada Mont Laussedat (3059 m) por Édouard-Gaston Deville, jefe del servicio de estudios canadiense; y la segunda, en el valle superior del río Fraser recibió el nombre de The colonel (2786 m) por iniciativa de Arthur Wheeler. Los dos vértices tienen formas similares.[17]
- Instituciones españolas y estadounidenses reconocieron a Laussedat como iniciador de las aplicaciones científicas de las herramientas fotográficas a la cartografía.[18]
- Un busto de Aimé Laussedat, elegido diputado por Allier en 1876, se encuentra en el parque municipal de Yzeure (Allier), que era su antigua propiedad.[19]

## Publicaciones científicas
- La lunette astronomique horizontale destinée à l’observation du Soleil, de ses éclipses et des passages de Vénus sur cet astre, Paris, Martinet, 1877, 27 p.
- Recherche sur les instruments, les méthodes et le dessin topographiques
  - Tomo 1: Aperçu sur les instruments et méthodes de tous les temps, Paris, Gauthier-Villars, 1898 (réédition 1901), 449 p.
  - Tomo 2: Iconométrie et métrophotographie, développement de la métrophotographie à l’étranger et en France, Paris, Gauthier-Villars, 1900, 449 p.
- La métrophotographie, Paris, Gauthier-Villars, 1899, 52 p. (lire en ligne).
- Cours d'astronomie et de géodésie. École impériale polytechnique, 2e division, 1860-1862 (lire en ligne).
- Sur le relevé des monuments d'architecture d'après leurs photographies, pratiqué surtout en Allemagne, [1906] (lire en ligne).